# Zespół abstynencyjny
Zespół abstynencyjny (inaczej zespół odstawienny, ang. substance withdrawal) – jest zespołem objawów występującym u osób uzależnionych od określonej substancji, do ujawnienia którego dochodzi w sytuacji nagłego zaprzestania przyjmowania danej substancji lub zmniejszenia jej dawek.   
Zespoły abstynencyjne mogą występować w przebiegu uzależnienia od różnych substancji, najczęściej alkoholu, narkotyków lub leków, zwłaszcza tych, które prowadzą do fizycznego uzależnienia, gdy organizm przystosowuje się do obecności substancji, a jej brak wywołuje charakterystyczne reakcje fizyczne. Do najczęstszych w praktyce klinicznej zespołów abstynencyjnych należą: 
- zespół abstynencyjny alkoholowy (którego ciężką, powikłaną postacią jest majaczenie drżenne  inaczej majaczenie alkoholowe, łac. delirium tremens)
- zespół abstynencyjny opioidowy
- zespół abstynencyjny nikotynowy
- zespół abstynencyjny kanabinolowy
- zespół abstynencyjny w przebiegu uzależnienia od leków uspokajających i nasennych

W zależności od substancji będącej przyczyną uzależnienia poszczególne zespoły cechują się odmiennymi objawami i przebiegiem.  
Ryzyko wystąpienia zespołu abstynencyjnego oraz jego nasilenie są tym wyższe, im dłuższy był okres stosowania danej substancji, im większe były jej dawki w ostatnim czasie i im bardziej gwałtowne było odstawienie danej substancji. W przypadku części zespołów abstynencyjnych – łagodnych, przebiegających bez powikłań – dochodzi do samoistnego ustąpienia objawów. Niektóre postacie zespołów abstynencyjnych mogą jednak mieć ciężki przebieg i stanowić istotne zagrożenia dla życia pacjenta. Przykładem takiego zespołu abstynencyjnego powikłanego jest majaczenie drżenne, (łac. delirium tremens) – bez pomocy medycznej w około 20% przypadków prowadzi do śmierci, natomiast intensywne leczenie w warunkach szpitalnych pozwala znacznie ograniczyć śmiertelność.

## Obrazy kliniczne

### Alkoholowy zespół abstynencyjny
Do typowych objawów zespołu abstynencyjnego alkoholowego należą: drżenie i bóle mięśni, wzmożona potliwość, nudności, przyspieszona akcja serca (pobudzenie autonomicznego układu nerwowego), niepokój, nadwrażliwość na dźwięki i światło, bezsenność, poczucie ogólnego rozbicia, a w cięższych postaciach zaburzenia świadomości, objawy wytwórcze (m.in. halucynacje, iluzje, urojenia), napady drgawek padaczkowych.

### Opioidowy zespół abstynencyjny
Do typowych objawów zespołu abstynencyjnego opioidowego należą: pogorszenie nastroju, bezsenność, bóle mięśniowe, kurcze mięśniowe, biegunka, nudności, wymioty, piloerekcja („gęsia skórka”), zwiększona potliwość, katar, łzawienie, senność, rozszerzenie źrenic, podwyższenie ciśnienia tętniczego krwi. Zespół abstynencyjny rozwija się w różnym czasie po zaprzestaniu przyjmowania opioidu w zależności od jego rodzaju. Podobnie długość trwania opioidowego zespołu abstynencyjnego zależna jest m.in. od rodzaju stosowanego opioidu. Zespół odstawienny po heroinie trwa typowo 7–8 dni, po tzw. „kompocie” 10–12 dni, zaś po metadonie 14–21 dni. Objawy ustępują nierównomiernie. Złe samopoczucie lub problemy ze snem mogą utrzymywać się do kilku miesięcy. 

### Kanabinolowy zespół abstynencyjny
Typowymi objawami zespołu odstawiennego kanabinolowego są: psychiczny głód kanabinoli, zaburzenia snu, drażliwość (dysforia), lęk, osłabienie apetytu, wzmożona potliwość, objawy dyspeptyczne, niekiedy podwyższenie temperatury ciała i dreszcze. Objawy ustępują nierównomiernie i mogą utrzymywać się od kilku dni do kilku miesięcy.

### Benzodiazepinowy zespół abstynencyjny
Objawami typowymi dla zespołu odstawiennego benzodiazepinowego są: niepokój, lęk, niemożność odprężenia się, drażliwość (dysforia), nadwrażliwość na dźwięki, światłowstręt, zmniejszenie apetytu, nudności, wymioty, biegunki, zawroty i bóle głowy, szum w uszach, derealizacja, trudności z koncentracją uwagi, kołatanie serca, bóle i sztywność mięśni, parestezje (uczucia „mrowienia”), zmienione odczucia smaku (metaliczny posmak w ustach). W cięższych przypadkach mogą występować zaburzenia świadomości w postaci majaczenia oraz napady drgawek padaczkowych. Ze względu na podobieństwo objawów, zespół abstynencyjny benzodiazepinowy niekiedy mylnie diagnozowany jest jako zespół lęku uogólnionego. Podobne zespoły abstynencyjne do tych wywoływanych przez benzodiazepiny mogą wywoływać również niebenzodiazepinowe leki nasenne takie jak zolpidem, zopiklon i zaleplon, a także barbiturany.

### Nikotynowy zespół abstynencyjny
Nikotynowe objawy odstawienne to: drażliwość (dysforia), pogorszenie pamięci i koncentracji, obniżenie nastroju, niepokój, uczucie zmęczenia, ospałość, zaburzenia snu, zawroty i bóle głowy, zwiększony apetyt, wzrost masy ciała, zaparcia, kurcze mięśniowe, wzmożona potliwość, kaszel.

### Zespół abstynencyjny wywołany stymulantami
Przykładem stymulanta, którego stosowanie może prowadzić do zespołów abstynencyjnych, jest kokaina. Na typowe objawy kokainowego zespołu abstynencyjnego składają się m.in. drażliwość (dysforia), niemożność odczuwania przyjemności (anhedonia), lęk, głód kokainy, bezsenność, poczucie braku energii, nastrój depresyjny.

### Zespół abstynencyjny wywołany lotnymi rozpuszczalnikami
W toku uzależnienia od lotnych rozpuszczalników mogą występować zespoły abstynencyjne charakteryzujące się: zaburzeniami snu, nudnościami, wymiotami, drżeniem mięśni, wzmożoną potliwością, drażliwością, dyskomfortem w okolicach brzucha lub klatki piersiowej, zaś w cięższych przypadkach majaczeniem.

## Klasyfikacja ICD10
| kod ICD10     | nazwa choroby |
| ------------- | --- |
| ICD-10: F10.3 | Zaburzenia psychiczne i zaburzenia zachowania spowodowane użyciem alkoholu (zespół abstynencyjny)                            |
| ICD-10: F11.3 | ... używaniem opiatów (zespół abstynencyjny)                                                                                 |
| ICD-10: F12.3 | ... używaniem kanabinoli (zespół abstynencyjny)                                                                              |
| ICD-10: F13.3 | ... przyjmowaniem substancji nasennych i uspokajających (zespół abstynencyjny)                                               |
| ICD-10: F14.3 | ... używaniem kokainy (zespół abstynencyjny)                                                                                 |
| ICD-10: F15.3 | ... używaniem innych niż kokaina środków pobudzających w tym kofeiny (zespół abstynencyjny)                                  |
| ICD-10: F16.3 | ... używaniem halucynogenów (zespół abstynencyjny)                                                                           |
| ICD-10: F17.3 | ... paleniem tytoniu (zespół abstynencyjny)                                                                                  |
| ICD-10: F18.3 | ... odurzaniem się lotnymi rozpuszczalnikami organicznymi (zespół abstynencyjny)                                             |
| ICD-10: F19.3 | ... naprzemiennym przyjmowaniem środków wyżej wymienionych (F10-F18) i innych środków psychoaktywnych (zespół abstynencyjny) |